# Pajsak
Pajsak (izvirno srbsko Пајсак) je naselje v Srbiji, ki upravno spada pod Občino Trstenik; slednja pa je del Rasinskega upravnega okraja.

## Demografija
V naselju živi 69 polnoletnih prebivalcev, pri čemer je njihova povprečna starost 46,5 let (46,4 pri moških in 46,5 pri ženskah). Naselje ima 24 gospodinjstev, pri čemer je povprečno število članov na gospodinjstvo 3,50.
To naselje je popolnoma srbsko (glede na rezultate popisa iz leta 2002).
|  |

| Demografija | Demografija     | Demografija     |
| Leto        | Št. prebivalcev | Št. prebivalcev |
| ----------- | --------------- | --------------- |
|             |                 |                 |
|             |                 |                 |
|             |                 |                 |
|             |                 |                 |
| 1948        | 149             |                 |
| 1953        | 144             |                 |
| 1961        | 150             |                 |
| 1971        | 134             |                 |
| 1981        | 155             |                 |
| 1991        | 120             | 90              |
| 2002        | 98              | 84              |
|             |                 |                 |

| Etnična sestava po popisu iz leta 2002 | Etnična sestava po popisu iz leta 2002 | Etnična sestava po popisu iz leta 2002 | Etnična sestava po popisu iz leta 2002 | Etnična sestava po popisu iz leta 2002 |
| -------------------------------------- | -------------------------------------- | -------------------------------------- | -------------------------------------- | -------------------------------------- |
| Srbi                                   | Srbi                                   |                                        | 84                                     | 100,0%                                 |
| Neznano                                | Neznano                                |                                        | 0                                      | 0,0%                                   |